# (100037) 1991 RM
(100037) 1991 RM es un asteroide perteneciente al cinturón de asteroides, descubierto el 4 de septiembre de 1991 por Eleanor F. Helin desde el Observatorio del Monte Palomar, Estados Unidos.